# Parti Communiste pour l'Unité Progressiste
De Parti Communiste pour l'Unité Progressiste (PCUP) was een Belgische Peking-gezinde communistische politieke partij, het was de opvolger van de Parti Communiste Marxiste Léniniste de Belgique (PCMLB).

## Geschiedenis
De PCMLB was een afscheuring van een groep militanten in november 1967 rond Fernand Lefebvre van de eveneens Peking-gezinde KP van Jacques Grippa. Ze gaven het blad Clarté uit en waren voornamelijk actief in de regio's van Brussel en Bergen. De groep was ideologisch en structureel gelieerd aan de een maand later in Frankrijk opgerichte Parti communiste marxiste-léniniste de France (PCMLF).
In 1973 fusioneert de partij opnieuw (kortstondig) met de PCB. In 1976 lanceerden oud-militanten van de PCB een nieuwe partij, de Parti communiste révolutionnaire (PCR), De PCMLB werd midden jaren tachtig omgevormd tot de Parti communiste pour l'unité progressiste (PCUP). Daarnaast waren in België ook nog de Union des Communistes Marxistes-Léninistes de Belgique (UCMLB) en nog een andere groep, die het blad L'Exploité uitgaf, actief.